# Parafia Najświętszej Maryi Panny Wspomożenia Wiernych w Radgoszczy
Parafia pw. Najświętszej Maryi Panny Wspomożenia Wiernych w Radgoszczy – parafia rzymskokatolicka znajdująca się w diecezji tarnowskiej w dekanacie Szczucin. Erygowana w XIII wieku. Mieści się przy ulicy Kościelnej. Prowadzą ją księża diecezjalni.